# Етьєн Бонно де Кондільяк
Етьє́н Бонно́ де Конділья́к (фр. Étienne Bonnot de Condillac; 30 вересня 1715 — 3 серпня 1780) — абат, французький філософ, представник сенсуалізму, один з засновників асоціативної психології, економіст. Вихователь онука Людовіка XV, інфанта Пармського. Рідний брат філософа, історика і дипломата Маблі і двоюрідний брат філософа-енциклопедиста, фізика, математика д'Аламбера.
Кондільяк розвивав сенсуалістичну теорії пізнання. Здійснив значний вплив на сучасний англійський емпіризм.

## Життєпис
Етьєн Бонно де Кондільяк народився в Греноблі. Був наймолодшим з трьох братів.
Навчався в паризькій семінарії та Сорбонні, отримав духовну освіту. У 1740 році зведений в сан священика, але відмовився від обов'язків священнослужителя.
Деякий час обертався в колі енциклопедистів. Його дружба з Жаном-Жаком Руссо тривала в деякій мірі до кінця життя Кондільяка. Від співпраці в «Енциклопедії» Дідро відмовився і різко виступав проти матеріалізму.
У 1758—1767 перебував в Пармському герцогстві в якості вихователя спадкоємця престолу інфанта Фердинанда Пармського, внука Людовіка XV.
У 1768 році став членом Французької академії. На відміну від популярної ідеї, що він відвідав лише одну зустріч, він був частим учасником подій академії.
Помер 2 серпня 1780 року. або 3

## Внесок в економічну теорію

### Загальні дані
У роботі Кондільяка «Le Commerce et le gouvernement considérés relativement l'un à l'autre» («Торгівля та уряд, розглянуті у їх взаємному співвідношенні, або Про вигоди вільної торгівлі», (опублікована в 1776 році, в тому ж році, що й «Багатство народів» Адама Сміта) була спроба помістити економіку в цілісну логічну структуру. Він був другом Франсуа Кене — лідера фізіократів. Більша частина робіт Кондільяка відображала основну течію фізіократів, зокрема його аналіз структури оподаткування та пропозиції щодо відродження економіки, але він також запропонував іншу лінію аргументації, стверджуючи, що виробники працюють, щоб отримати корисність. Більшість фізіократів відкидали корисність, і ця ідея була проігнорована до його «повторного відкриття» Стенлі Джевонсом і Карлом Менгером у 1871 році.
У своїй теорії «vrai prix» [справжньої ціни] Конділяк запропонував теорію людської історії, поділену на дві фази: прогрес і занепад. Прогрес відзначається раціональним розвитком і використанням ресурсів; Занепад прискорюється через погану поведінку вищих класів, яка потім просочується до робітників, заохочуючи надлишок, розкіш і фальшиві ціни, які шкодять масам. Конділяк бачив засіб для цього як «vrai prix», справжню ціну, створену безперешкодною взаємодією попиту та пропозиції, яка має бути досягнута шляхом повної дерегуляції. Люди навчалися б працювати у своїх інтересах на відкритому ринку шляхом зміни їхнього сприйняття. Виступаючи за вільну ринкову економіку на відміну від панівної сучасної політики державного контролю у Франції, Конділяк вплинув на класичну ліберальну економіку.

### Торгівля та уряд, розглянуті у їх взаємному співвідношенні, твір 1776р.
Твір Кондільяка «Торгівля та уряд, розглянуті у їх взаємному співвідношенні, або Про вигоди вільної торгівлі» визнаний багатьма економістами як блискучий приклад застосування дедуктивно-аксіоматичної логіки у дослідженні економічних проблем. У першій частині автор намагається розкрити сутність найбільш загального поняття економіки — вартості, або, як у Кондільяка, — цінності (valuer). Крізь призму цінності і корисності він переходить до аналізу процесу ціноутворення, до розгляду таких економічних категорій, як гроші, відсоток, рівноважні ціни, монополія. Він дає свою трактовку закономірностям розподілу кінцевого продукту виробництва, виробничих ресурсів і продуктів споживання. Податкова система, вважає автор, повинна стимулювати виробництво і сприяти підвищенню рівня добробуту населення. Завершивши аналіз механізмів, які є, на його думку, необхідними атрибутами вільного ринку, у другій частині свого твору Кондільяк показує, до яких наслідків приводить державне втручання в економіку, всілякі «посягання» на свободу торгівлі.

Ряд істориків економічної думки вважає Кондільяка передвісником австрійської економічної школи. 
«Вже у Кондільяка у його „Le Commerce et le Gouvernement“ (…) ми знаходимо викладення основних ідей майбутньої „теорії граничної корисності“. Кондільяк напосідливо підкреслює „суб'єктивний“ характер цінности, яка є у унього не суспільним законом цін, а індивідуальним судженням, заснованим на корисності („utilité“) з однієї сторони й на рідкості („rareté“) — з іншї. Це й же автор настільки близько підходив до „сучасної“ постановки питання, що проводив навіть розмежування мж „справжніми“ и „майбутніми“ потребами („besoin present et besoin éloigne“), розмежування, яке, як відомо, грає основну роль у переході від теорії цінності до теорії прибутку у найголовнішого представника „австрійців“ — Бем-Баверка».
Й. Шумпетер у своїй «Історії економічного аналізу» про труд Кондільяка: 
«…труд Кондильяка зовсім не заслуговує похвали В. С. Джевонса, який навзвав його „оригінальним й глибоким“, й Г. Д. Маклеода, який вважав, что він „неспівмірно перевершує роботу А. Сміта“. Похвали ці цілковито пояснюються тим, що обидва автори знаходили у Кондільяка раннє формулювання своєї власної теорії цінності. Однак нічого оригінального тут не було, й, згадуючи усіх попередників Кондільяка на цьому шляху, ми маємо швидше бути вражені тим, наскільки невправно він намагався вирішити цю проблему. Менше з тим, ця книга — хороший, хоча й доволі поверхневий трактат з економічної теорії й економічної політики, який стоїть набагато вище середнього рівня того часу». 
Натомість засновник Австрійської школи економіки та неокласичної економіки Карл Менгер (1840—1921 рр.) у «Принципах економічної науки» (1871) цитує Кондільяка набагато більше, ніж інших авторів, мабуть, за винятком Адама Сміта.

### Корисність та цінність у концепції Кондільяка
Кондільяку належить розробка концепції корисності, цінності та їхньої ролі у процесі обміну. Кондільяк у своїй «Торгівлі та уряді» пише, що річ:
«…вважається корисною тоді, коли слугує будь-яким нашим нуждам; а некорисною тоді, коли ми не можемо її ні до чого застосувати. Отже, на тій нужді, яку ми відчуваємо, засновується її корисність, згідно з якої ми маємо певну повагу до речі, тобто судимо, що вона певною мірою підходить для того, для чого ми хочемо її застосувати.
Ця повага називається цінністю; а вважати річ путною означає ввжати її для чогось придатною. Отже, цінність речей засновується на їхній корисності або, що є тим сами, на що їх можна застосувати…
…вода варта праці, яка застосовується для її отримання: якщо я не піду за нею сам, то заплачу за працю тому, хто мені її принесе, отже вона варта даної плати, а тому витрати на її доставку є по суті її цінністю, яку я призначаю їй сам, оскільки вважаю її вартої цих витрат…

Потрібно розрізняти цінність природну, яка походить від природних нужд, від цінності встановленої, яка передбачає й нужди встановлені. Наприклад, хліб у нашій колонії має природну цінність, тому що ми думаємо, що усі громадяни однаково його потребують; але діаманти (якщо б вони зазвичай були у вжитку) мали б цінність вставновлену; оскільки подібна нужда належить тільки декільком приватним особам, але не є корисною для усього суспільства. 
Для обґрунтування своєї теорії виробництва і розподілу матеріальних благ Кондільяк використовує утопічну економічну модель колонії переселенців та, на думку К. Маркса, 
»…з чисто дитячою наївністю підмінює суспільство з розвинутим товарним виробництвом таким ладом, при якому виробник сам виробляє засоби свого існування і кидає в обіг тільки надлишок, що залишається після задоволення власних потреб". 
Але подібна модель потрібна Кондільяку лише для того, щоб у чистому вигляді, найбільш зрозуміло показати ті чи інші економічні явища. Чомусь, критикуючи французького абата, Маркс забуває свій знаменитий абстрактний приклад обміну сюртука на 20 аршинів полотна.

Трактат Кондільяка «Торгівля та уряд, розглянуті у їх взаємному співвідношенні, або Про вигоди вільної торгівлі» 
«…через курйозну випадковіть містив низку ідей, висловлених Адамом Смітом у „Багатстві народів“, який був опублікований в Англії цього ж самого року.

Кондільяк вважав, що усі заняття, включаючи й надання послуг, є рівною мірою продуктивними, й у цьому відношенні він відрізнявся як від фізіократів, так й від Адама Сміта. Він був переконаний, що усе багатство має своїм джерелом працю; що найбагатша країна та, яка має найбільш широке різноманіття занять; що безглуздо будь-якій країні віддавати перевагу сільському господарстві перед промисловістю, а іншій країні віддавати перевагу промисловості перед сільським господарством; що у питанні економічних занять „країна нічому не має віддавати перевагу а має сама займатися усім“. Він відстежив рух потоків виробництва і споживання, а також доходів і витрат, але, так само, як й Форбоне, не спробував підрахувати реальний національний дохід».
У творі Кондільяка 
«зазнали усебічної критики дві найбільш вирішальних фізіократичних тези: 1) теза про еквівалентність обміну; 2) теза про продуктивність тільки землеробства. Кондільяк … розвивав теорію суб'єктивної цінності й звідси робив висновок, що обмін завжди є не еквівалентним. Його висновок провіщує: „Невірно, що за товарного обміну рівна вартість обмінюється на рівну вартість. Навпаки, кожний з двух контрагентів завжди віддає меншу вартість замість більшої… Насправді обидіва отримують — або принаймні мають отримувати — Вигоду. Яким чином? Вартість речей полягає лише у їхньому відношенні до наших потреб. Що для одного більше, то для іншого менше, й навпаки“.
У відношенні другох тези Кондільяк підійшов до питання неспівмірно глибше. Він погоджується, що земля є джерелом багатства, але ж це багатство не припадає без праці. Отже праця продуктивна, а оскільки праця продуктивна у землеробстві, то вона продуктивна й у промисловості (за Кондільяком — й у торгівлі), де праця стоїть на першому місці…

У питанні про вартість Кондільяк змішував, по-перше, споживчу вартість з міновою; по-друге, розвинене товарне господарство з таким господарством, де продаються лише надлишки».
Деякі історики економічної думки називають твір Кондільяка першим маніфестом вільної торгівлі. Адже саме він один з перших високо підняв прапор з написом «Діяти і дозволяти діяти» (faire et laisser faire). Цей принцип обмежує втручання держави в економічну, зокрема зовнішньоторговельну, політику. Серед небажаних втручань автор називає такі актуальні і нині чинники:
- війни;
- необґрунтовані економічно податки на промисловість та споживання, митні тарифи та інші збори;
- існування привілейованих торговельних компаній з ексклюзивними правами на торгівлю певними товарами;
- девальвацію валют;
- державні позики, що витісняють приватний сектор з кредитного ринку;
- заборони на експорт та імпорт певних товарів (наприклад, зерна);
- регулювання внутрішньої торгівлі поліцейськими методами;
- монополізацію ринків;
- централізацію торгівлі;
- протекціоністську політику урядів;
- корупцію («дух фінансів в адміністрації»);
- торгові спекуляції.

Розглядаючи детально механізм кожного втручання, Кондільяк робить переконливий висновок про переваги «повної і постійної» свободи торгівлі і, щоб продемонструвати свій висновок на практиці, як справжній прихильник ринкових механізмів, завершує другу частину словами про те, що продовжить роботу над книгою, якщо виникне попит на її перші дві частини.
Помер Кондільяк на 66-му році життя у маєтку Флюкс поблизу Божансі у ніч з 2 на 3 серпня 1780 року.

## Твори
- «Досвід про походження знань людей» (1746);
- «Трактат про системи» (1749);
- «Трактат про відчуття» (1754);
- «Трактат про тварин» (1755).
- «Торгівля та уряд, розглянуті у їх взаємному співвідношенні, або Про вигоди вільної торгівлі» (1776)

Незадовго до його смерті з'явилась «Логіка» (фр. Logique), а його «Мова обчислень» (фр. Langue des calculs, 1798) видана після смерті філософа.